# Анталійський марафон
Анталійський марафон (тур. Antalya Maratonu) або в скороченому варіанті Runtalya — міжнародне змагання з бігу на шосе, щорічно проходить в один з березневих днів в місті Анталія, Туреччина. Другий за значимістю марафон Туреччини після Стамбульського марафону, що має золотий статус IAAF Label Road Race Events.
Програма змагання включає класичний марафон, напівмарафон, біг на 10 000 метрів, масовий забіг на 4 км без вимірювання часу. Також передбачена окрема дисципліна для інвалідів-візочників.
Вперше Анталійський марафон відбувся в 2006 році, одним з організаторів був німецько-турецький підприємець Вурал Огер, в якості головного спонсора виступила його туристична компанія Öger Tours, що базується в Німеччині. Більшість учасників марафону приїжджають сюди з Німеччини, так, у 2008 році з 351 учасника 165 були німцями.
Маршрут Анталійського марафону прокладений за участю Федерації легкої атлетики Туреччині у відповідності з усіма вимогами Асоціації міжнародних марафонів і пробігів та офіційно визнаний Міжнародною асоціацією легкоатлетичних федерацій. Старт з 2008 року традиційно розташовується недалеко від Музею Анталії, звідси шлях пролягає на схід уздовж скелястого узбережжя Середземного моря. Спортсмени біжать вулицями старого міста повз таких визначних пам'яток як Мінарет Ївлі і Ворота Адріана в район Лара, де розташований фініш забігу на 10 км і поворотна точка напівмарафону. Марафонці при цьому повертаються назад уздовж забудованої готелями пляжу. Марафон для всіх категорій закінчується на стадіоні «Анталія Ататюрк».
Рекорди марафону, як чоловічий, так і жіночий, були встановлені в 2008 році кенійцем Філіппом Макау Муіа і нідерландською бігункою Крістіною Лонен, які показали час 2:16:13 2:42:54 відповідно. Починаючи з 2010 року організаційний комітет ухвалив рішення не запрошувати на марафон спортсменів з Африки.

## Переможці
Рекорд траси
| Дата            | Переможець у чоловіків      | Час (ч:м:з) | Переможець у жінок      | Час (ч:м:з) |
| --------------- | --------------------------- | ----------- | ----------------------- | ----------- |
| 1 березня 2015  | Мустафа Шабан (BUL)         | 2:32:28     | Олеся Нургалієва (RUS)  | 2:46:34     |
| 2 березня 2014  | Мустафа Шабан (BUL)         | 2:26:34     | Світлана Шепелєва (MDA) | 2:56:52     |
| 3 березня 2013  | Мурат Кайа (TUR)            | 2:36:35     | Лютфіє Кайа (TUR)       | 3:01:29     |
| 4 березня 2012  | Юсель Айдин (TUR)           | 2:34:08     | Лютфіє Кайа (TUR)       | 2:52:21     |
| 6 березня 2011  | Ахмет Арслан (TUR)          | 2:38:09     | Біргіт Леннарц (DEU)    | 3:04:00     |
| 7 березня 2010  | Саша Вельтен (DEU)          | 2:36:46     | Біргіт Леннарц (DEU)    | 3:10:30     |
| 8 березня 2009  | Джон Мусіла Кіоко (KEN)     | 2:18:00     | Надія Семилєтова (RUS)  | 2:44:19     |
| 2 березня 2008  | Філліп Макау Муіа (KEN)     | 2:16:13     | Крістіна Лонен (NED)    | 2:42:54     |
| 18 березня 2007 | Вільям Кімутаї Кургат (KEN) | 2:19:23     | Моніка Саміла (TAN)     | 2:49:47     |
| 24 березня 2006 | Моріс Вамбуа Мукуті (KEN)   | 2:21:12     | Римма Дубовик (UKR)     | 2:54:38     |